# Водосборный бассейн

Схематическое изображение речного бассейна. Синими линиями показаны водотоки, коричневой пунктирной линией — граница бассейна (водораздел).

Водосборный бассейн (также водосборная площадь, водосбор, бассейн) — территория земной поверхности, с которой все поверхностные и грунтовые воды стекают в данный водоём или водоток, включая различные его притоки. Чаще всего речь идёт о бассейнах рек.

## Характеристика
Бассейн каждого водоёма включает в себя поверхностный и подземный водосборы. Поверхностный водосбор представляет собой участок земной поверхности, с которого поступают воды в данную речную систему или определённую реку. Подземный водосбор образуют толщи рыхлых отложений, из которых вода поступает в речную сеть. В общем случае поверхностный и подземный водосборы не совпадают. Но так как определение границы подземного водосбора практически очень сложно, то за величину речного бассейна принимается только поверхностный водосбор.
Возникающие ошибки в результате условного отождествления размеров бассейна и поверхностного водосбора могут оказаться существенными только для малых рек и озёр, а также для более крупных рек, протекающих в геологических условиях, обеспечивающих хороший водообмен между соседними бассейнами (например, карст). Граница между бассейнами отдельных водоёмов проходит по водоразделам.
Бассейны делятся на сточные и бессточные. Бессточными называются области внутриматерикового стока, лишённого связи через речные бассейны с океаном. Формы и размеры бассейнов бывают самые различные и зависят от географического положения, рельефа и геологического строения местности. Притоки рек имеют свои небольшие бассейны, общая совокупность которых составляет площадь бассейна главной реки.

## Основные водосборные бассейны мира
| Условные обозначения                                                          | Условные обозначения                                      | Условные обозначения                                                 |
| ----------------------------------------------------------------------------- | --------------------------------------------------------- | -------------------------------------------------------------------- |
| Бассейн Атлантического океана Бассейн Тихого океана Бассейн Индийского океана | Бассейн Северного Ледовитого океана Бассейн Южного океана | Бассейн Средиземного моря Бассейн Карибского моря Бессточная область |

Крупнейшие речные бассейны

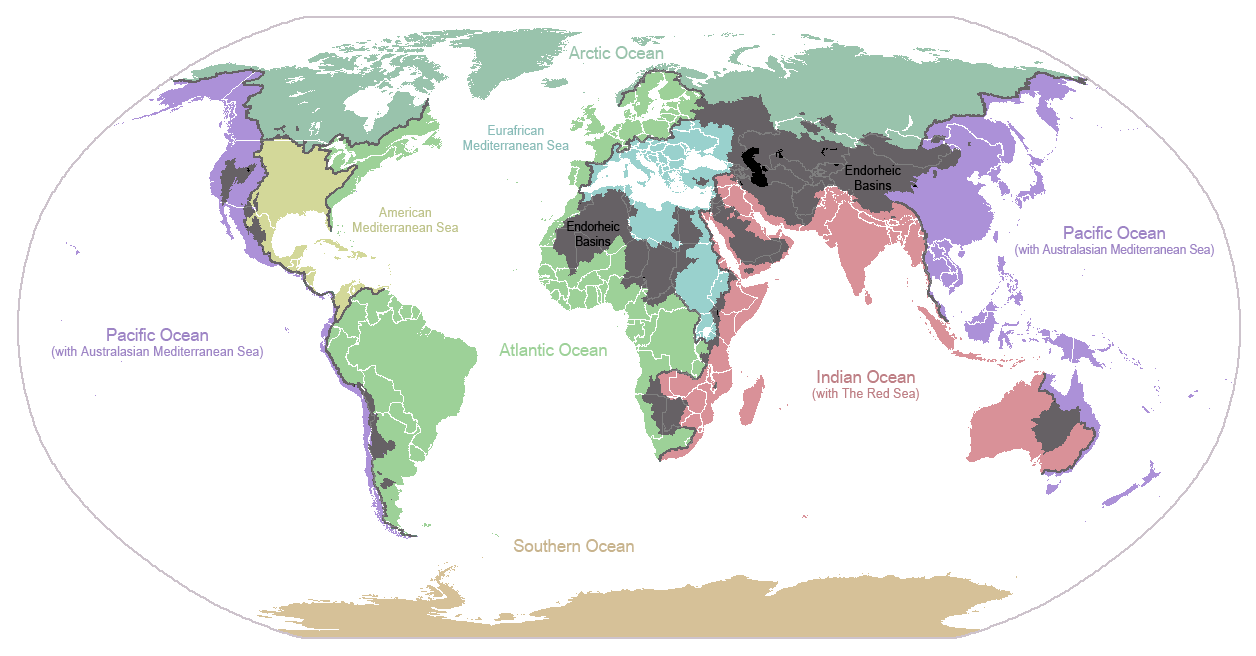

Самым большим по площади водосбора является бассейн реки Амазонки, далее по порядку идут бассейны рек Конго и Миссисипи. По объёму водосбора первую позицию также занимает Амазонка, далее следуют бассейн реки Конго, а третью позицию занимает бассейн реки Ганг.